# Кшечково
Кшечково (пол. Krzeczkowo) — село в Польщі, у гміні Моньки Монецького повіту Підляського воєводства.
Населення — 233 особи (2011).
У 1975-1998 роках село належало до Білостоцького воєводства.

## Демографія
Демографічна структура станом на 31 березня 2011 року:
|          | Загалом | Допрацездатний вік | Працездатний вік | Постпрацездатний вік |
| -------- | ------- | ------------------ | ---------------- | -------------------- |
| Чоловіки | 127     | 35                 | 74               | 18                   |
| Жінки    | 106     | 17                 | 56               | 33                   |
| Разом    | 233     | 52                 | 130              | 51                   |